# Verband Deutscher Radrennveranstalter
Der Verband Deutscher Radrennveranstalter e.V. (VDR) ist die Interessenvertretung der Veranstalter von Radrennen auf Straße und Bahn in Deutschland.

## Bis zum Ersten Weltkrieg
Der VDR wurde am 18. März 1900 als „Verband Deutscher Radrennbahnen“ gegründet, Vorläufer war der „Verband der Vereine für Radwettfahren“ gewesen. Der Verband sah seine Aufgabe in der Betreuung des Berufsradsports. Im selben Jahr trat der VDR der neugegründeten Union Cycliste Internationale (UCI) bei, um die Interessen des deutschen Radsports international zu vertreten. Zu einer Kraftprobe kam es, als es bei der UCI-Bahn-Weltmeisterschaft 1910 zu vermeintlichen Fehlentscheidungen kam, und der VDR daraufhin für zwei Jahre aus der UCI austrat. Sowohl 1910 als auch 1911 führte der VDR eigene Weltmeisterschaften durch.
Der VDR war in seinen Anfangsjahren eine mächtige Institution: Mit seiner Unterstützung diktierten die Radsportveranstalter den Fahrern Honorare und Bedingungen, selbst Straf- bzw. Sanktionsmaßnahmen wurden einseitig und ohne Widerspruchsmöglichkeiten seitens der Sportler verhängt. Diese Praxis gipfelte 1909 im sogenannten „Boykott der Rennfahrer“, der mit der Bildung eines „Schiedsausschusses“ und der Abfassung neuer Wettfahrbestimmungen nach monatelangen Auseinandersetzungen beendet wurde. Die Sportler ihrerseits gründeten einen eigenen Berufsverband.
Eine weitere wichtige Aufgabe des VDR war die Überwachung der Schrittmacher bei Steherrennen, da diese mit vielen technischen Tricks versuchten, die Geschwindigkeiten der Rennfahrer zu erhöhen. Die Folge waren zahlreiche Stürze, viele davon auch tödlich. Nach der „Rennbahnkatastrophe“ auf der Radrennbahn „Botanischer Garten“ in Berlin im Jahre 1909 mit neun toten Zuschauern wurden die Bestimmungen durch den VDR verschärft.

## 1918 bis heute
Nach dem Ersten Weltkrieg übernahm der Berliner Paul Schwarz den Vorsitz des VDR. Die Lage des Berufsradsports war bis Mitte der 1920er Jahre schwierig, da der Bund Deutscher Radfahrer (BDR) sowie der VDR aus der UCI ausgeschlossen waren und die Radsport-Veranstalter ums wirtschaftliche Überleben kämpften. 1927 wurde der VDR Mitglied des BDR, da die UCI ihm eine weitere direkte Mitgliedschaft verweigerte. Damit verlor der VDR international an Gewicht. 1933 wurde der VDR gleichgeschaltet, und in der Folge alle jüdischen Veranstalter aus dem Sportbetrieb verbannt.
1948 wurde der VDR wiederbegründet, erster Präsident war der ehemalige Hannoveraner Rennfahrer Erich Möller. Zum 50-jährigen Bestehen wurde im August 1950 auf der Radrennbahn in Frankfurt ein Steherrennen über 35 Kilometer ausgetragen, das Gustav Kilian gewann. Seit 2009 ist der VDR für die Durchführung des German Cycling Cup für Jedermannrennen verantwortlich.
Präsidenten in den letzten Jahren waren der Sindelfinger Sportpromoter Winfried Holtmann (* 1941-† 2003), der Organisator des Berliner Sechstagerennens, Heinz Seesing, sowie der ehemalige Dortmunder Rennfahrer und Chef des Dortmunder Sechstagerennens, Ernst Claußmeyer. Seit 2010 ist dessen Sohn Mark neuer Vorsitzender des Verbandes, sein Stellvertreter ist der Organisator von Rund um Köln, Artur Tabat. (Stand 2020)

## Heutige Mitglieder und Aufgaben
Mitglieder des VDR sind oder waren die Veranstalter der Straßenrennen Rund um Köln, Tour d’Energie (Göttingen), Rund um den Finanzplatz Eschborn-Frankfurt, Schleizer Dreieck, Neuseen Classics, Mainfranken-Tour, Circuit-Cycling (Hockenheimring), Sparkassen Giro (Bochum), Rad am Ring (Nürburgring), Rund um die Nürnberger Altstadt, Rothaus Riderman (Bad Dürrheim) und Sparkassen Münsterland Giro sowie der Sechstage-Rennen in Berlin, Bremen, Stuttgart, München und Dortmund.
Einer der wichtigsten Aufgaben des VDR heute ist die Gestaltung des Rennkalenders, damit es nicht zu Überschneidungen der Termine kommt.